# Herbert Müller-Bowe
Herbert Müller (ab 1934: Herbert Müller-Bowe) (* 9. Juli 1896 in Arolsen; † 23. September 1979 in Frankfurt am Main) war ein deutscher Kommunalpolitiker der NSDAP und von 1937 bis 1945 Oberbürgermeister der Stadt Eisenach in Thüringen.

## Leben und Karriere
Müller studierte Volkswirtschaft in Hannover, Göttingen und Frankfurt am Main. Als Diplom-Kaufmann und Diplom-Volkswirt wurde er 1927 promoviert. Anschließend arbeitete er bis 1937 bei der Stadtverwaltung Hanau als Magistratsrat und später als Bürgermeister und Kämmerer. Zum 1. Dezember 1931 war er der NSDAP beigetreten (Mitgliedsnummer 761.425).
1937 wurde er von NSDAP-Kreisleiter Hermann Köhler zum Oberbürgermeister in Eisenach berufen, wo er Fritz Janson (DVP) ablöste. Am 3. April 1937 wurde er auf der Wartburg feierlich in sein Amt eingeführt. In Müller-Bowes Amtszeit fiel unter anderem die Errichtung der nach dem 1935 verstorbenen Gauleiter der Bayerischen Ostmark benannten Hans-Schemm-Schule (das heutige Elisabeth-Gymnasium) im Jahr 1938 sowie die Fertigstellung des Anschlusses von Eisenach an das Reichsautobahnnetz (1941), aber auch die mutwillige Zerstörung der Eisenacher Synagoge und die Deportation der Eisenacher Juden. In den öffentlichen Einrichtungen der Stadt vollzog er die nationalsozialistischen Rassegesetze.
Kurz vor dem Einmarsch der US-amerikanischen Truppen rief Müller-Bowe am 27. März 1945 zum „Durchhalten bis zum letzten Mann“ auf. Am 31. März 1945 verabschiedete er sich aus seinem Amt und flüchtete am 2. April 1945 aus Eisenach. Zum Nachfolger wurde von NSDAP-Kreisleiter Köhler am 4. April 1945 Rudolf Lotz benannt. Nach Kriegsende wurde Müller-Bowe zeitweise interniert und lebte nach seiner Entlassung in Rinteln, Hanau und später in Frankfurt am Main. In den President Franklin D. Roosevelt's Office Files, 1933–1945 ist Müller-Bowe als führender deutscher Nationalsozialist (Key Nazi) aufgeführt.
Er war verheiratet und hatte ein Kind.